# Гриценко Тамара Олександрівна
Гриценко Тамара Олександрівна (нар. 25 серпня 1938, с. Старий Орлик, Полтавська область, УРСР) — українська бандуристка, співачка. Народна артистка УРСР (1990).

## З життєпису
Навчалась у Полтавському музичному училищі ім. М. В. Лисенка, яке закінчила 1960-го року. У 1961 році вступила до молодіжного оркестру народних інструментів «Веселка». Закінчила 1965 Київську консерваторію (у Сергія Баштана та Діани Петриненко).
З 1960 р. працювала в ансамблі української музики при об'єднанні «Укрконцерт».
У 1961-93 роках виступала у складі тріо бандуристок разом з Майєю Голенко і Ніною Писаренко. Тріо побувало в Сибіру, на Далекому Сході, у Бурят-Монголії, Закавказзі, Кубані, Білорусі й Прибалтиці.
З 1993 року — у дуеті з Ніною Писаренко.
Лауреат Державної премії УРСР ім Т. Шевченка 1975 року за концертні програми 1973-74 рр. Почесний громадянин Кобеляцького району (2004).